# Conicera cisalpina
Conicera cisalpina är en tvåvingeart som beskrevs av Schmitz 1935. Conicera cisalpina ingår i släktet Conicera och familjen puckelflugor. Inga underarter finns listade i Catalogue of Life.